# Liste der Kulturdenkmale in Süsel
In der Liste der Kulturdenkmale in Süsel sind alle Kulturdenkmale der schleswig-holsteinischen Gemeinde Süsel (Kreis Ostholstein) und ihrer Ortsteile aufgelistet (Stand: 10. März 2025).

## Legende
In den Spalten befinden sich folgende Informationen:
- Objekt-ID: die Nummer des Kulturdenkmales
- Lage: die Adresse des Kulturdenkmales und die geographischen Koordinaten. Kartenansicht, um Koordinaten zu setzen. In der Kartenansicht sind Kulturdenkmale ohne Koordinaten mit einem roten Marker dargestellt und können in der Karte gesetzt werden. Kulturdenkmale ohne Bild sind mit einem blauen Marker gekennzeichnet, Kulturdenkmale mit Bild mit einem grünen Marker.
- Offizielle Bezeichnung: Bezeichnung des Kulturdenkmales
- Beschreibung: die Beschreibung des Kulturdenkmales
- Bild: ein Bild des Kulturdenkmales

## Sachgesamtheiten
| Objekt-ID      | Lage                                       | Offizielle Bezeichnung | Beschreibung | Bild                             |
| -------------- | ------------------------------------------ | ---------------------- | --- | -------------------------------- |
| 40783 Wikidata | An der Kirche (54° 4′ 33″ N, 10° 43′ 3″ O) | Kirche St. Laurentius  | Aktualisierung vorgesehen - Begründung: geschichtlich, künstlerisch, städtebaulich, Kulturlandschaft prägend - Schutzumfang: Kirche St. Laurentius mit Ausstattung, Kirchhof, Grabmale bis 1870, Feldsteinwall, Lindenkranz | weitere Fotos \| Fotos hochladen |

## Bauliche Anlagen
| Objekt-ID      | Lage                                                 | Offizielle Bezeichnung                     | Beschreibung | Bild                             |
| -------------- | ---------------------------------------------------- | ------------------------------------------ | --- | -------------------------------- |
| 32230          | Alte Dorfstraße 14 (54° 8′ 9″ N, 10° 41′ 8″ O)       | Fachhallenhaus                             | Fachhallenhaus; laut Inschrift 1795 erbaut; Fachwerkbau, Ausfachung in Backstein erneuert, reetgedecktes Halbwalmdach - Begründung: geschichtlich, städtebaulich, Kulturlandschaft prägend - Schutzumfang: gesamtes Objekt - Denkmaltyp: Bauliche Anlage | BW                               |
| 821 Wikidata   | Alte Dorfstraße 31 (54° 8′ 8″ N, 10° 41′ 14″ O)      | Hof Sach: Wohnhaus                         | Alteintragung (Aktualisierung vorgesehen) - Begründung: Alteintragung (Aktualisierung vorgesehen) - Schutzumfang: Alteintragung (Aktualisierung vorgesehen) - Denkmaltyp: Bauliche Anlage | BW                               |
| 822 Wikidata   | Alte Dorfstraße 31 (54° 8′ 8″ N, 10° 41′ 15″ O)      | Hof Sach: Scheune                          | Alteintragung (Aktualisierung vorgesehen) - Begründung: Alteintragung (Aktualisierung vorgesehen) - Schutzumfang: Alteintragung (Aktualisierung vorgesehen) - Denkmaltyp: Bauliche Anlage | BW                               |
| 38689          | Am Grotenhof 2 (54° 5′ 29″ N, 10° 38′ 51″ O)         | Fachhallenhaus                             | Fachhallenhaus; 1695; Zweiständerkonstruktion mit markantem Wirtschaftsgiebel, der Wohnteil um einen eingeschossigen Anbau mit Drempel um 1900 erweitert - Begründung: geschichtlich, städtebaulich - Schutzumfang: gesamtes Objekt - Denkmaltyp: Bauliche Anlage | BW                               |
| 37621 Wikidata | Am Süselerbaum (L 309) 7 (54° 5′ 0″ N, 10° 42′ 2″ O) | Tankstelle                                 | Tankstelle; 1959, erweitert 1968; Bauherr Deutsche Shell A.G.; flacher, eingeschossiger Bau mit vollverglastem Verkaufsraum und vorgelagertem, leicht ansteigenden Spannbetondach in elegant geschwungener Form auf vier schlanken Rundstützen, seitlich angefügt diverse Wohn- und Funktionsräume, aufgrund der Hanglage auf der Rückseite zweigeschossig ausgebildet, Fassade mit Fliesen verkleidet. - Begründung: geschichtlich, künstlerisch, städtebaulich, technisch - Schutzumfang: gesamtes Objekt - Denkmaltyp: Bauliche Anlage | BW                               |
| 7319 Wikidata  | An der B 207 (54° 5′ 6″ N, 10° 42′ 36″ O)            | Meilenstein                                | der Altona-Neustädter Chaussee; Alteintragung (Aktualisierung vorgesehen) - Begründung: geschichtlich, wissenschaftlich, Kulturlandschaft prägend - Schutzumfang: gesamtes Objekt - Denkmaltyp: Bauliche Anlage | Fotos hochladen                  |
| 38706          | An der Kirche 4 (54° 4′ 35″ N, 10° 43′ 1″ O)         | Pastorat                                   | Pastorat; 1928, Architekt Ernst Prinz; eingeschossiges Backsteingebäude im Heimatschutzstil mit Mittelzwerchhaus, Halbwalmdach - Begründung: geschichtlich, künstlerisch, städtebaulich - Schutzumfang: gesamtes Objekt - Denkmaltyp: Bauliche Anlage | BW                               |
| 2691           | An der Kirche (54° 4′ 33″ N, 10° 43′ 3″ O)           | Kirche St. Laurentius mit Ausstattung      | Die Kirche ist vermutlich zwischen 1160 und 1180 im spätromanischen Stil entstanden. Der ursprünglich runde Turm der Kirche wurde zuerst 1735 verkürzt und 1844 durch einen viereckigen ersetzt. Alteintragung (Aktualisierung vorgesehen) - Begründung: geschichtlich, künstlerisch, städtebaulich - Schutzumfang: gesamtes Objekt - Denkmaltyp: Bauliche Anlage, Sachgesamtheit: Kirche St. Laurentius | Fotos hochladen                  |
| 38687          | Birkenredder 1 (54° 3′ 37″ N, 10° 40′ 40″ O)         | Villa                                      | Villa; um 1905; zweigeschossiger Putzbau mit Risaliten, Turmhelm über dem Eingangsrisalit, Halbwalmdach mit weitem Dachüberstand - Begründung: geschichtlich, Kulturlandschaft prägend - Schutzumfang: gesamtes Objekt - Denkmaltyp: Bauliche Anlage | BW                               |
| 7318 Wikidata  | Ekholfer Straße (54° 3′ 30″ N, 10° 41′ 3″ O)         | Meilenstein                                | Alteintragung (Aktualisierung vorgesehen) - Begründung: Alteintragung (Aktualisierung vorgesehen) - Schutzumfang: Alteintragung (Aktualisierung vorgesehen) - Denkmaltyp: Bauliche Anlage | Fotos hochladen                  |
| 10212 Wikidata | Ekholfer Straße 15 (54° 3′ 31″ N, 10° 41′ 5″ O)      | Ausspann-Wirtschaft                        | ehem. Ausspann-Wirtschaft, 19. Jh., eingeschossiges Haupthaus in Backstein mit Halbwalmdach und Zwerchhaus, Ausspann hakenförmig angesetzt, Tanzsaal im Obergeschoss - Begründung: geschichtlich, städtebaulich - Schutzumfang: gesamtes Objekt - Denkmaltyp: Bauliche Anlage | BW                               |
| 3041 Wikidata  | Gömnitzer Berg (54° 6′ 38″ N, 10° 44′ 35″ O)         | Rundturm (Seezeichen)                      | Der Gömnitzer Turm auf dem Gömnitzer Berg ist ein ehemaliges Seezeichen auf der Spitze des 93,80 m hohen Gömnitzer Berges in der Nähe des Dorfes Gömnitz im Kreis Ostholstein (Gemeinde Süsel) in Schleswig-Holstein. Vom Gömitzer Turm aus bietet sich durch vier kleine Öffnungen ein Blick in die umgebende Landschaft der Holsteinischen Schweiz und über die Lübecker Bucht. Alteintragung (Aktualisierung vorgesehen) - Begründung: Alteintragung (Aktualisierung vorgesehen) - Schutzumfang: Alteintragung (Aktualisierung vorgesehen) - Denkmaltyp: Bauliche Anlage | weitere Fotos \| Fotos hochladen |
| 19511 Wikidata | Hof Redingsdorf (54° 6′ 35″ N, 10° 42′ 32″ O)        | Hof Redingsdorf: Gutshof                   | Alteintragung (Aktualisierung vorgesehen) - Begründung: Alteintragung (Aktualisierung vorgesehen) - Schutzumfang: Alteintragung (Aktualisierung vorgesehen) - Denkmaltyp: Bauliche Anlage | BW                               |
| 8136 Wikidata  | Hof Redingsdorf (54° 6′ 36″ N, 10° 42′ 34″ O)        | Hof Redingsdorf: Gutshaus                  | Alteintragung (Aktualisierung vorgesehen) - Begründung: Alteintragung (Aktualisierung vorgesehen) - Schutzumfang: Alteintragung (Aktualisierung vorgesehen) - Denkmaltyp: Bauliche Anlage | BW                               |
| 8137 Wikidata  | Hof Redingsdorf (54° 6′ 37″ N, 10° 42′ 33″ O)        | Hof Redingsdorf: Wasch- und Backhaus       | Alteintragung (Aktualisierung vorgesehen) - Begründung: Alteintragung (Aktualisierung vorgesehen) - Schutzumfang: Alteintragung (Aktualisierung vorgesehen) - Denkmaltyp: Bauliche Anlage | BW                               |
| 8138 Wikidata  | Hof Redingsdorf (54° 6′ 35″ N, 10° 42′ 33″ O)        | Hof Redingsdorf: Scheune                   | Alteintragung (Aktualisierung vorgesehen) - Begründung: Alteintragung (Aktualisierung vorgesehen) - Schutzumfang: Alteintragung (Aktualisierung vorgesehen) - Denkmaltyp: Bauliche Anlage | BW                               |
| 8139 Wikidata  | Hof Redingsdorf (54° 6′ 36″ N, 10° 42′ 31″ O)        | Hof Redingsdorf: Kuhhaus                   | Alteintragung (Aktualisierung vorgesehen) - Begründung: Alteintragung (Aktualisierung vorgesehen) - Schutzumfang: Alteintragung (Aktualisierung vorgesehen) - Denkmaltyp: Bauliche Anlage | BW                               |
| 8140 Wikidata  | Hof Redingsdorf (54° 6′ 34″ N, 10° 42′ 29″ O)        | Hof Redingsdorf: Torhaus                   | Alteintragung (Aktualisierung vorgesehen) - Begründung: Alteintragung (Aktualisierung vorgesehen) - Schutzumfang: Alteintragung (Aktualisierung vorgesehen) - Denkmaltyp: Bauliche Anlage | BW                               |
| 10854 Wikidata | Hof Redingsdorf (54° 6′ 37″ N, 10° 42′ 30″ O)        | Hof Redingsdorf: Böschungsmauer am Kuhhaus | Alteintragung (Aktualisierung vorgesehen) - Begründung: Alteintragung (Aktualisierung vorgesehen) - Schutzumfang: Alteintragung (Aktualisierung vorgesehen) - Denkmaltyp: Bauliche Anlage | BW                               |
| 10855 Wikidata | Hof Redingsdorf (54° 6′ 37″ N, 10° 42′ 31″ O)        | Hof Redingsdorf: Eiskeller                 | Alteintragung (Aktualisierung vorgesehen) - Begründung: Alteintragung (Aktualisierung vorgesehen) - Schutzumfang: Alteintragung (Aktualisierung vorgesehen) - Denkmaltyp: Bauliche Anlage | BW                               |
| 10857 Wikidata | Hof Redingsdorf (54° 6′ 37″ N, 10° 42′ 35″ O)        | Hof Redingsdorf: Inschriftstein 1575       | Alteintragung (Aktualisierung vorgesehen) - Begründung: Alteintragung (Aktualisierung vorgesehen) - Schutzumfang: Alteintragung (Aktualisierung vorgesehen) - Denkmaltyp: Bauliche Anlage | BW                               |
| 47801          | Karl-Hamann-Straße 17 (54° 6′ 22″ N, 10° 36′ 21″ O)  | Wohn- und Wirtschaftsgebäude               | Wohn- und Wirtschaftsgebäude; Anfang 20. Jahrhundert; breitgelagerter, mehrteiliger Drempelbau in Backstein mit Putzgliederung, Satteldächer - Begründung: geschichtlich, städtebaulich - Schutzumfang: Wohn- und Wirtschaftsgebäude, Einfriedung, Hofpflaster - Denkmaltyp: Bauliche Anlage | BW                               |
| 38696          | Karl-Hamann-Straße 28 (54° 6′ 24″ N, 10° 36′ 18″ O)  | Fachwerkkate                               | Fachwerkkate; wohl Anfang 19. Jahrhundert; Fachwerkbau auf Findlingssockel, Außenwände mit Backstein ausgefacht, Halbwalmdach - Begründung: geschichtlich, städtebaulich - Schutzumfang: gesamtes Objekt - Denkmaltyp: Bauliche Anlage | BW                               |
| 3931 Wikidata  | Lindenallee 1 – 3 (54° 3′ 49″ N, 10° 40′ 2″ O)       | Mühlengebäude                              | Die Woltersmühle mit einem Wolterskrug wird erstmals 1197 in einer Urkunde genannt, einem Kaufvertrag, in welchem der umfangreiche Grundbesitz des damaligen Ekelsdorfer Hofes aufgeführt ist. Mit der Aufhebung des Mühlenzwanges in der Mitte des 19. Jahrhunderts zeichnete sich das Ende der Mühlenbetriebe ab. 1910 wurde der Betrieb von Wolters Wassermühle eingestellt. Mühlengebäude; 1798; zweigeschossiger, backsteinsichtiger Mauerwerksbau unter Walmdach mit Wohn- und Funktionsteil in frühklassizistischer Formensprache; mit ehem. Mühlenwehr und Aalfang - Begründung: geschichtlich, städtebaulich, technisch - Schutzumfang: Mühlengebäude, ehem. Mühlenwehr und Aalfang - Denkmaltyp: Bauliche Anlage | weitere Fotos \| Fotos hochladen |
| 6398 Wikidata  | Seestraße 1 (54° 6′ 21″ N, 10° 42′ 56″ O)            | Kate                                       | Alteintragung (Aktualisierung vorgesehen) - Begründung: geschichtlich, städtebaulich - Schutzumfang: gesamtes Objekt - Denkmaltyp: Bauliche Anlage | BW                               |
| 29326          | Seestraße 5 (54° 6′ 21″ N, 10° 42′ 52″ O)            | ehem. Räucherkate                          | ehem. Räucherkate; zweite Hälfte 18. Jahrhundert; Fachhallenhaus von vier Fach, reetgedecktes Halbwalmdach - Begründung: geschichtlich, städtebaulich, Kulturlandschaft prägend - Schutzumfang: gesamtes Objekt - Denkmaltyp: Bauliche Anlage | BW                               |

## Gründenkmale
| Objekt-ID      | Lage                                             | Offizielle Bezeichnung  | Beschreibung | Bild            |
| -------------- | ------------------------------------------------ | ----------------------- | --- | --------------- |
| 2637 Wikidata  | Alte Dorfstraße 31 (54° 9′ 11″ N, 10° 41′ 14″ O) | Hof Sach: Zufahrtsallee | Alteintragung (Aktualisierung vorgesehen) - Begründung: geschichtlich, Kulturlandschaft prägend - Schutzumfang: gesamtes Objekt - Denkmaltyp: Gründenkmal                                                                                | BW              |
| 20947 Wikidata | An der Kirche (54° 4′ 34″ N, 10° 43′ 5″ O)       | Kirchhof                | Alteintragung (Aktualisierung vorgesehen) - Begründung: geschichtlich, Kulturlandschaft prägend - Schutzumfang: Kirchhof, Grabmale bis 1870, Feldsteinwall, Lindenkranz - Denkmaltyp: Gründenkmal, Sachgesamtheit: Kirche St. Laurentius | Fotos hochladen |

## Quelle
- Liste der Kulturdenkmale in Schleswig-Holstein – Kreis Ostholstein (PDF)

- Karte mit allen Koordinaten:
- OSM |
- WikiMap